# Bonte wantsendoder
De bonte wantsendoder (Dinetus pictus) is een wesp die behoort tot de familie van de Crabronide graafwespen en komt vooral voor op open warme zandvlakten.
Deze graafwesp is ongeveer 6-9 mm groot en is gespecialiseerd in het vangen van roofwantsen van de familie Nabidae. De prooien worden vliegend naar het nest vervoert.
Mannetjes en vrouwtjes van deze soort zijn zeer verschillend in uiterlijk. Het mannetje heeft groene ogen, gele poten en geel getekende kop, borststuk en achterlijf, terwijl het vrouwtje zwarte ogen en een overwegend rood achterlijf met witte tekening heeft.